# Džuna
Džuna (pravo ime Jevgenija Juvaševna Davitašvili) (rusko Евгения Ювашевна Давиташвили - Джуна), ruski medij in zdravnica asirskega porekla, * 22. junij 1949, vas Uspenskaja, Kubanska oblast, Sovjetska zveza (danes Rusija).

## Življenje in delo
Džunina družina je prišla v Rusijo iz Irana, kjer so živeli ob Urmijskem jezeru. Oče ji je umrl, ko je bila stara 11 let, mati pa leto kasneje. V Tbilisiju se je izučila za kinooperaterko, vendar tega poklica ni nikoli opravljala. Že zelo zgodaj je opazila, da ima nadnaravne sposobnosti in jih je z leti začela uporabljati za zdravljenje ljudi in živali. V Tbilisiju je končala tudi študij medicine na delavski univerzi, tako da je lahko opravljala poklic zdravnika.
V začetku 80. let 20. stoletja je s svojim načinom zdravljenja z rokami postala svetovno znana, še posebej pa po mednarodnem kongresu parapsiholoških pojavov v Tbilisiju. Po nekaj letih se je preselila v Moskvo, kjer je sodelovala v mnogih znanstvenih preskusih s področja bioloških polj in njihovega vpliva na človeško telo, kjer je pokazala izjemne rezultate.
Je nosilka najvišjega mednarodnega medicinskega reda Alberta Schweitzerja in številnih drugih nagrad.
Poleg zdravljenja s pomočjo bioloških polj je pokazala tudi dobre rezultate pri poskusih s telekinezo, saj je brez poprejšnjih priprav lahko iz Moskve razpoznala okolico skritega človeka, ki se je nahajal v San Franciscu v ZDA. Poleg tega se je njena razpoznava zgodila štiri ure, preden se je preskus v resnici začel.